# Николай Въцов
Николай Христов Въцов е български лекар ортопед, травматолог.

## Биография
Николай Въцов е роден на 25 октомври 1950 г. в с. Брестово, Ловешко. През 1968 г. Завършва Средно смесено политехническо училище „Христо Кърпачев“ (Ловеч) и специалност „Медицина“ във Висшия медицински институт, Варна (1976).
Лекар в МБАЛ „Професор Параскев Стоянов”, Ловеч. Специализира ортопедия и травматология, удължаване на крайници и фалопротезиране в Международната асоциация за изучаване метода на Илизаров, Латвия (1979, 1980, 1986).
Автор на 4 рационализаторски предложения, 1 изобретение, 1 патент и 17 нови внедрени методики–български и чужди в Ортопедо-травматологично отделение на МБАЛ „Професор Параскев Стоянов“, Ловеч. Завеждащ отделение „Ортопедия и травматология“ (1991-2010).
Съветник в Общинския съвет в Ловеч (1991-2011). Председател на Съюза на учените в България, клон Ловеч от 1995 г.